# Main Street Bridge w Jacksonville
Main Street Bridge – most podnoszony w Jacksonville, w stanie Floryda, na rzece St. Johns. Jest to drugi most zbudowany na rzece w Jacksonville. Znajdują się tu cztery pasy ruchu. Most został otwarty w lipcu 1941 roku i został wybudowany kosztem 1,5 $ miliona.